# Polewskoi
Polewskoi (russisch Полевской) ist eine Stadt in der Oblast Swerdlowsk (Russland) mit  64.220 Einwohnern (Stand 14. Oktober 2010).

## Geografie
Die Stadt liegt an der Ostflanke des Mittleren Ural, etwa 50 km südwestlich der Oblasthauptstadt Jekaterinburg an der Polewaja, einem Nebenfluss der in die Kama mündenden  Tschussowaja.
Polewskoi ist der Oblast administrativ direkt unterstellt.
Zehn Kilometer vom Stadtzentrum entfernt liegt der Bahnhof der Stadt an der Eisenbahnstrecke Jekaterinburg–Tscheljabinsk.

## Geschichte
Polewskoi entstand 1708 nach der Entdeckung einer Kupfererzlagerstätte, deren systematischer Abbau 1718 begann. 1724–27 wurde die Kupferhütte Polewski Sawod errichtet und 1738 acht Kilometer entfernt das Eisenwerk Sewerski Sawod.
1942 wurden die Siedlungen bei den beiden Werken, die seit 1923 den Status von Siedlungen städtischen Typs besaßen, vereinigt. Zugleich erhielt der Ort unter dem Namen der größeren Siedlung Polewskoi Stadtrecht.

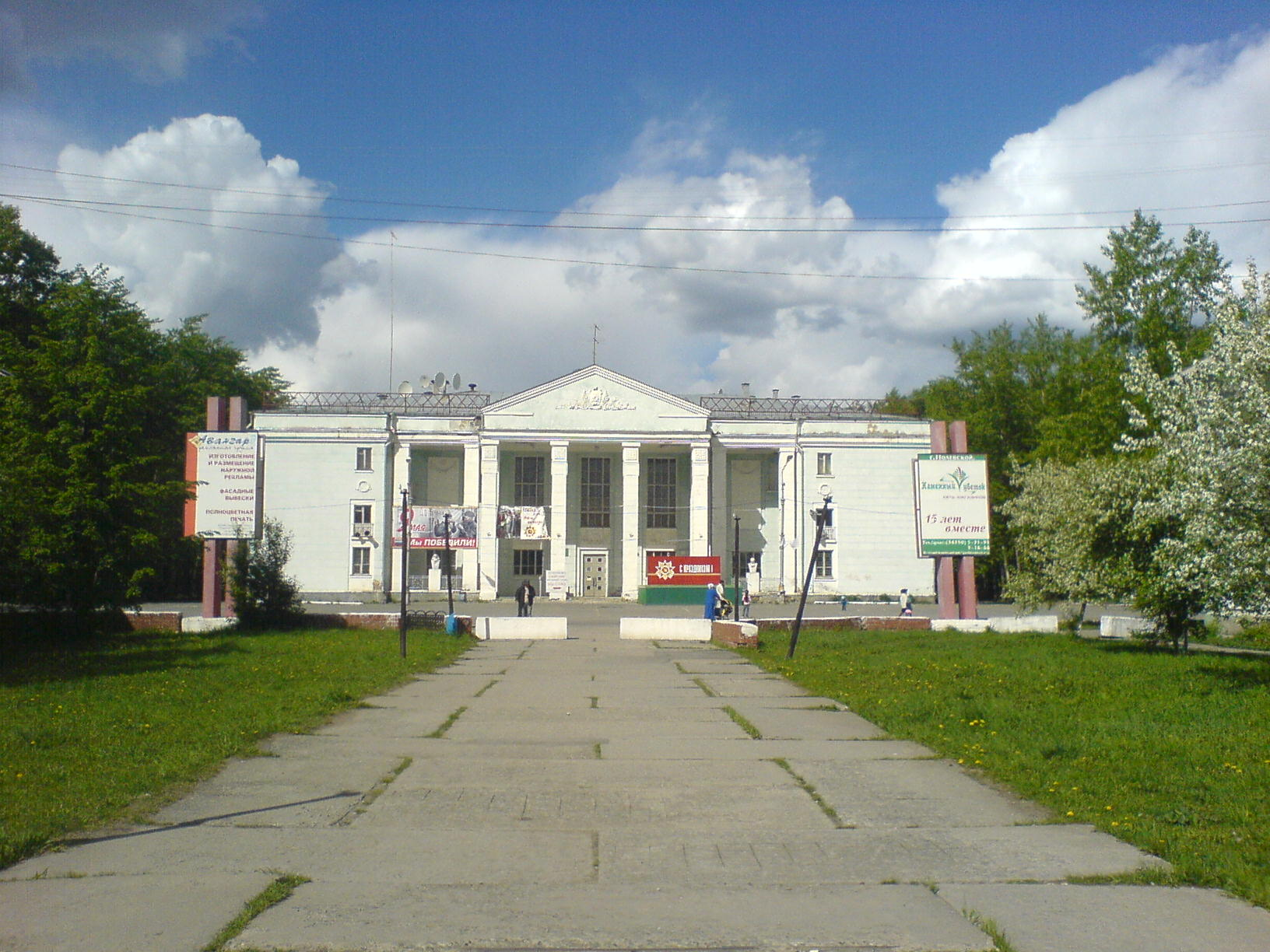
Kulturhaus
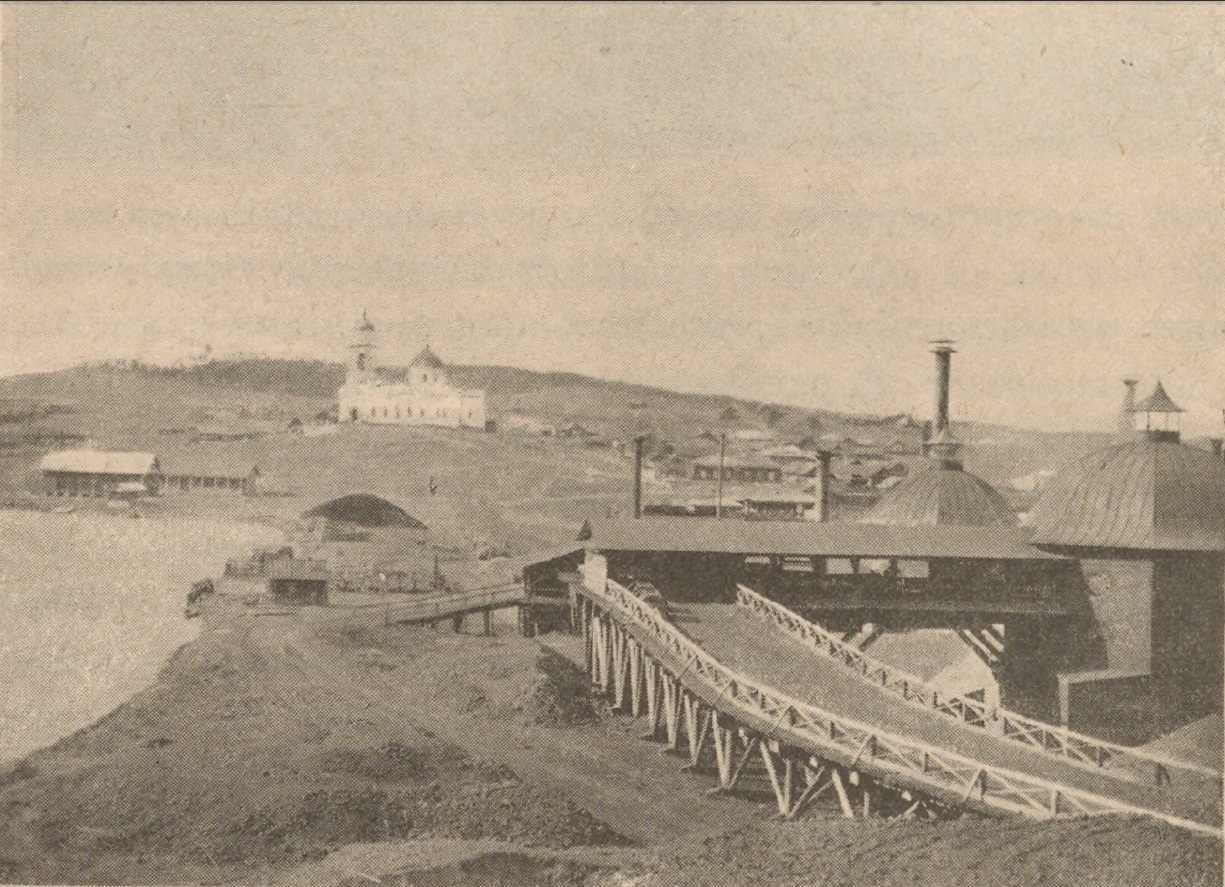
Eisenwerk Sewerski Sawod 1886
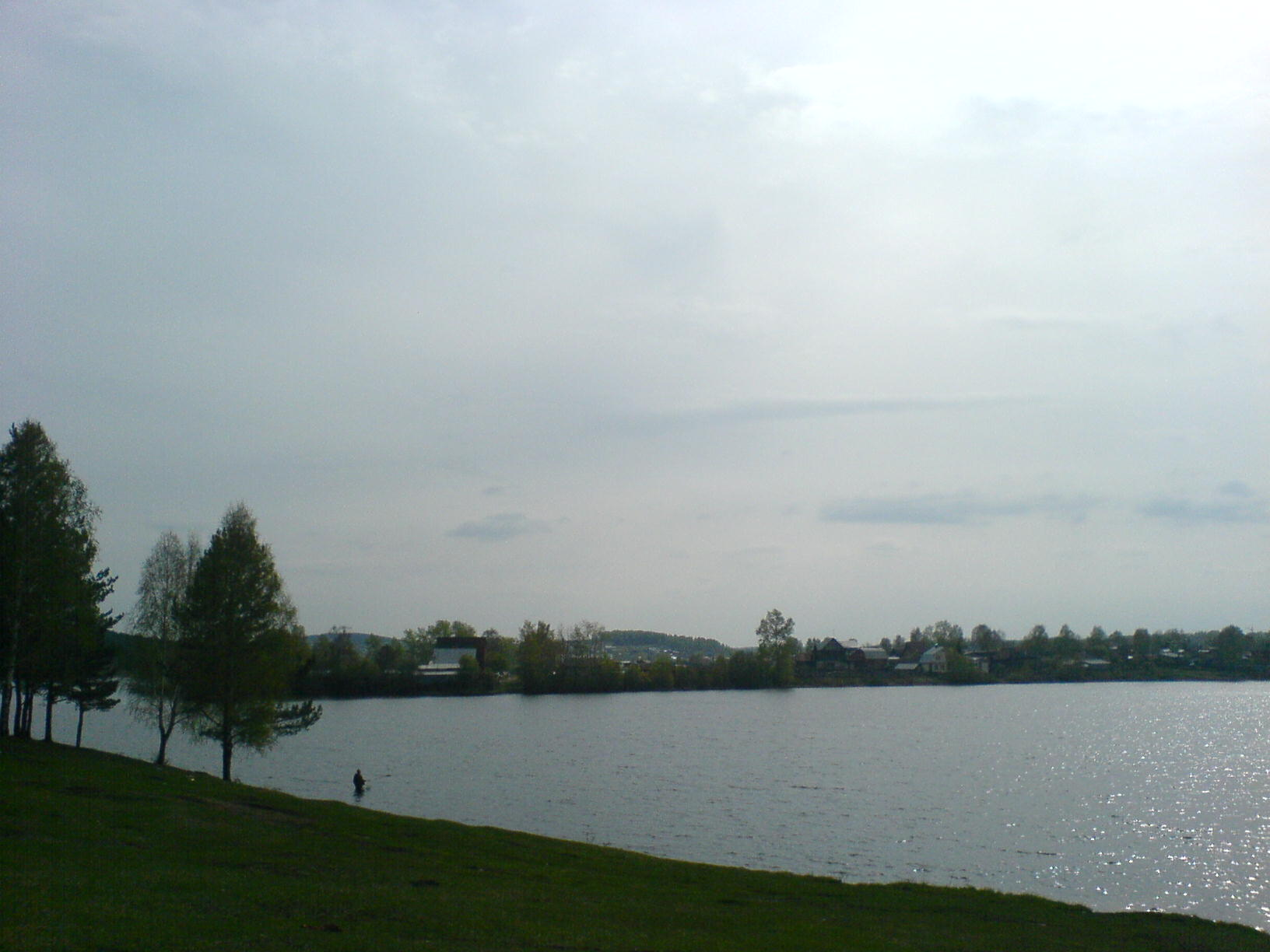
Stausee („Teich“) des alten Eisenwerkes

### Bevölkerungsentwicklung
| Jahr | Einwohner | Bemerkung                              |
| ---- | --------- | -------------------------------------- |
| 1926 | 11.000    |                                        |
| 1939 | 24.931    | davon Polewskoi 17.186, Sewerski 7.745 |
| 1959 | 47.102    |                                        |
| 1970 | 57.557    |                                        |
| 1979 | 64.078    |                                        |
| 1989 | 70.632    |                                        |
| 2002 | 66.761    |                                        |
| 2010 | 64.220    |                                        |

Anmerkung: Volkszählungsdaten (1926 gerundet)

## Kultur und Sehenswürdigkeiten
In Polewskoi gibt es ein Pawel-Baschow-Museum. Der Schriftsteller und Folklorist (1879–1950) verbrachte hier seine Kindheit; viele seiner im Ural handelnden und oft auf Volkssagen basierenden Märchen und Geschichten sind in der Gegend um die Stadt angesiedelt, wo sich u. a. einige der berühmtesten, heute jedoch erschöpften Malachitfundorte befanden, zum Beispiel Gumeschki. Außerdem besitzt die Stadt ein Heimatmuseum.

## Wirtschaft
Wichtigstes Unternehmen der Stadt ist das Stahlröhrenwerk Sewerski trubny sawod, welches auf Grundlage des alten Eisenwerkes entstand, und neben Rohren auch andere Stahlerzeugnisse produziert. Daneben gibt es Betriebe der chemischen Industrie (u. a. für synthetisches Kryolith), des Maschinenbaus und der Bauwirtschaft.

## Städtepartnerschaften
- Klatovy, Tschechien, seit 2010[2]

## Söhne und Töchter der Stadt
- Kosma Frolow (1726–1800), Bergbauingenieur
- Alexander Kowalenko (1943–2002), sowjetisch-armenischer Fußballspieler
- Alina Ibragimova (* 1985), Geigerin